# Rotomat
Rotomat – zasilane z baterii lub sieci elektrycznej urządzenie do przechowywania zegarków z automatycznym naciągiem oraz do ich nakręcania. Rotomaty stosowane są, gdy właściciel zegarka automatycznego nie nosi czasomierza ze sobą, bądź też, jeśli posiada on co najmniej dwa zegarki z automatycznym naciągiem. Jest to szczególnie przydatne, gdy zegarek wyposażony jest w komplikacje – na przykład kalendarz, czy wskazanie faz Księżyca.
Rotomat służy do przechowywania od jednego do kilku zegarków, wprawiając je w ruch okrężny podobny do ruchów zegarka noszonego przez właściciela. Stały ruch werku zapobiega zgęstnieniu substancji smarujących, co z kolei przekłada się na jego dłuższą żywotność.